# Daphne Park, Baroness Park of Monmouth
Daphne Margaret Sybil Désirée Park, Baroness Park of Monmouth, CMG, OBE, FRSA (* 1. September 1921 in Surrey; † 24. März 2010) war eine britische Top-Agentin des MI6 und Diplomatin. Während ihrer Karriere war sie als „Clandestine Senior Controller“ unter anderem in Moskau (1954–1956), Österreich (1946–1948), im Kongo (1959–1961), Sambia (1964–1967) und Hanoi (1969–1971) eingesetzt. Nach ihrer Zeit im Geheimdienst wurde sie ab dem 27. Februar 1990 als Life Peeress Mitglied des House of Lords und Politikerin der Conservative Party. 

## Leben
Daphne Park wurde als Tochter von John Alexander Park und Doreen Gwynneth Park in der Grafschaft Surrey geboren. Parks Vater war in seiner Jugend an Tuberkulose erkrankt und war auf ärztliches Anraten zur Genesung nach Afrika geschickt worden, wo er zunächst im südlichen Afrika, im damaligen Nyassaland, lebte. Im Ersten Weltkrieg war er als Geheimdienstoffizier tätig. Im Alter von sechs Monaten kam Park mit ihrer Mutter 1922 ebenfalls nach Afrika, wo ihr Vater in Tanganjika, dem heutigen Tansania, als Tabak- und Kaffeefarmer lebte und sich nebenbei als Goldsucher betätigte. Park wuchs in einem Lehmhaus, ohne Strom oder fließendes Wasser, auf. Ersten Unterricht erhielt sie von ihrer Mutter, die ihr auch das Lesen beibrachte. Bereits als Kind las Park die Ilias sowie die Abenteuerromane von Rudyard Kipling und John Buchan. Im Alter von 11 Jahren kehrte Park nach Großbritannien zurück und besuchte die Rosa Bassett School, eine Grammar School für Mädchen, in Streatham und das Somerville College der University of Oxford. Dort schloss sie 1943 mit einem Bachelor of Arts in Modernen Sprachen (Modern Languages) ab.
Park meldete sich 1943 freiwillig zum Kriegseinsatz in der First Aid Nursing Yeomanry (Princess Royal’s Volunteer Corps) (FANY (PRVC)). Sie arbeitete in dieser Zeit in der Special Operations Executive (SEO), einer Einheit, die Spezialisten im Umgang mit Geheimcodes, Verschlüsselungen und Geheimnachrichten ausbildete. Park erhielt den Rang eines Sergeants und unterwies auf dem Landsitz Milton Hall in der Grafschaft Leicestershire unter anderem Angehörige der sogenannten Jedburgh Teams, die zur Unterstützung des Widerstandes in Frankreich zum Einsatz kamen. 1945 wurde Park, nach einer Insubordination, als Unterweisungsoffizier und Kurier nach Nordafrika versetzt. Von 1946 bis 1948 arbeitete sie in Wien bei der Allied Commission for Austria, wo sie die Suche nach Wissenschaftlern koordinierte, die in kriegsrelevanten Projekten gearbeitet hatten und vom Secret Intelligence Service, dem britischen Auslandsgeheimdienst, befragt werden sollten.
1948 trat Park offiziell in das Außenministerium ein. Sie studierte ab 1950 Russisch am Newnham College der University of Cambridge, wo sie 1952 mit einem Diplom abschloss. Sie arbeitete in der Folgezeit als Diplomatin, war jedoch stets zusätzlich als Geheimdienstoffizier tätig. Von 1952 bis 1954 arbeitete sie als Third Secretary „undercover“ als Geheimdienstoffizier bei der Delegation Großbritanniens bei der NATO in Paris. Von 1954 bis 1956 war sie Second Secretary bei der Britischen Botschaft in Moskau. 
Von 1959 bis 1961 war sie als First Secretary und Konsulin an der britischen Botschaft in Léopoldville (heute Kinshasa, Hauptstadt der Demokratischen Republik Kongo), was de facto MI6-Chefin vor Ort bedeutete. Dabei schmuggelte sie den Privatsekretär des Präsidenten Patrice Lumumba im Kofferraum ihres Wagens aus dem Kongo. Park gestand 2010 ein, den Mord an Lumumba, dem ersten Ministerpräsidenten, nachdem der Kongo seine Unabhängigkeit von Belgien erlangt hatte, im Jahr 1961 organisiert zu haben. Ihr Geständnis machte sie in einem Gespräch mit David Edward Lea. Lea teilte in einem Brief an den Redakteur des Magazins London Review of Books mit, er habe Park auf eine mögliche Verwicklung des MI6 in die Entführung und Ermordung Lumumbas angesprochen. Sie antwortete: „Wir haben es getan. Ich habe das organisiert“. Lumumba war nur wenige Monate nach seiner Wahl zum Ministerpräsidenten festgenommen, gefoltert und hingerichtet worden.
Von 1964 bis 1967 war sie First Secretary und High Commissioner in Lusaka, Sambia (kurz nach der Befreiung des vormaligen Nordrhodesien, der Kolonie des Cecil Rhodes). Von 1969 bis 1970 war sie Generalkonsulin in Hanoi. Ihre diplomatische Laufbahn beendete sie 1972 als Chargé d’affaires an der Britischen Botschaft in Ulaanbaatar. Von 1973 bis 1979 arbeitete Park dann für das Foreign Office in London. 1975 wurde sie im Foreign Office zum „Controller Western Hemisphere“ ernannt und übte somit das höchste Amt innerhalb des MI6 aus, das jemals von einer Frau besetzt wurde.
Von 1980 bis 1989 war sie schließlich Direktorin des Somerville College. Dabei setzte sich Park insbesondere für die Belange der Studierenden ein. Sie stellte Verbindungen zwischen Industrie und Wissenschaft her, initiierte Stipendien und Gastdozenturen und widmete sich intensiv dem Fundraising zur Verbesserung der Studienbedingungen. 1985 bis 1989 war sie Prorektorin (Pro Vice-Chancellor) der Universität Oxford.
Park war unverheiratet und hatte keine Kinder. Park, die in den letzten Jahren ihres Lebens auf einen Rollstuhl angewiesen war, starb nach längerer Krankheit.

## Mitgliedschaft im House of Lords
Am 27. Februar 1990 wurde sie zur Life Peeress ernannt. Sie trug den Titel Baroness Park of Monmouth, of Broadway in the County of Hereford and Worcester. Im House of Lords war sie als semi-offizielle Sprecherin des Secret Service tätig. Baroness Park nahm regelmäßig, bis zuletzt, an den Sitzungen des House of Lords teil. Eine politische Freundschaft verband sie mit Baroness Ramsay of Cartvale, die während der Zeit des Kalten Krieges ebenfalls als Spionin tätig gewesen war. Für den Almanach des Parliaments gab sie „Politik und schwierige Orte“ als ihre Hobbys an.

## Ämter und Ehrungen
Park war von 1982 bis 1987 Direktorin (Governor) bei der British Broadcasting Corporation unter Generaldirektor Alasdair Milne. Sie war Vorsitzende (Chairman) des Legal Aid Advisory Committee to the Lord Chancellor von 1985 bis 1991 und Mitglied des British Library Board von 1983 bis 1989.
1960 wurde Park zum Officer des Order of the British Empire ernannt. 1971 wurde sie Companion des Order of St. Michael and St. George (CMG). Sie war Honorary Fellow des Somerville College, Fellow von Chatham House (RIIA) und Fellow der Royal Society of Arts (FRSA).